# Kristian Jaak Peterson
Kristjan Jaak Peterson (nascut el 14 de març del 1801 a Riga i traspassat el 4 d'agost del 1822 a Riga) fou un poeta estonià considerat com un dels fundadors de la literatura estoniana.
És considerat com un dels fundadors de la llengua i de la poesia moderna estoniana. El dia del seu naixement és, des del 1996, dia festiu a Estònia (dia de la llengua materna).
Peterson va escriure dos petits reculls d'odes i pastorals que no van ser publicats fins 100 anys després de la seva mort. El 1823, l'any en què va morir, es van editar tres poemes en alemany. Durant la seva vida, va traduir a l'alemany la Mythologia Fennica de Christfried Ganander així com un diccionari de mitologia finesa, la versió sueca del qual es va publicar el 1789. Aquestes traduccions van tenir nombrosos lectors a Estònia i tindran gran influència sobre la identitat nacional estoniana i la literatura del primer decenni del segle xx.
Peterson s'inspirà en l'estil de vida dels cínics grecs i s'abillava de manera extravagant. Portava vestits inspirats en la vestimenta tradicional estoniana, per exemple un mantell negre llarg típic. Tenia do de llengües i dominà molt ràpidament diverses llengües modernes i mortes. Va escriure assajos filosòfics i va començar a escriure una gramàtica sueca.
Peterson va morir a l'edat de 21 anys a causa de la tuberculosi.